# Trient (Fluss)
Der Trient ist ein Fluss im Schweizer Kanton Wallis und durchfliesst das gleichnamige Tal Vallée du Trient.

## Flusslauf
Er entspringt am Trientgletscher oberhalb der Ortschaft Trient, etwa zwei Kilometer von der Grenze zu Frankreich entfernt. Unterhalb von Trient nimmt der Fluss von links die Eau Noire auf und bei Les Marécottes den Triège.
In der Nähe der Stadt Martigny bildet der Trient eine 200 Meter tiefe Schlucht, die über befestigte Steige erreichbar ist. Diese Schlucht wird von der Pont de Gueuroz und der Pont Neuf Gueuroz überspannt. Ebenfalls in der Nähe befindet sich der 114 Meter hohe Pissevache-Wasserfall. Nach etwa 17 Kilometer mündet der Trient bei Vernayaz in die Rhone.

## Source du Trient
Im Quellgebiet erstreckt sich auf einer Fläche von knapp 14 ha unterhalb des Trientgletschers das Auengebiet Source du Trient, das in der Liste der Auengebiete von nationaler Bedeutung im Kanton Wallis erfasst und in der World Database on Protected Areas mit der ID 148746 registriert ist. Diese Au ist typologisch als Fliesswasser kategorisiert.

## Gorges du Trient
Kurz vor der Einmündung in die Rhône ist die Schlucht durch einen am Fels aufgehängten Laufsteg für Besucher zugänglich. Der Zugang zur Schlucht befindet sich in der Gemeinde Vernayaz an der Hauptstrasse 9/21. Die Öffnungsperiode liegt zwischen dem 1. Mai und 30. September.
Gegen eine Eintrittsgebühr können die Touristen den vorderen Teil dieser Schlucht begehen und sich über die Geologie der vom Wasser durchschnittenen Formationen und über den besonderen Lebensraum informieren. Stellenweise treten in der Schlucht die Felsen über dem Steg so eng zusammen, dass in diesen Bereichen nur noch Dämmerstimmung herrscht.
Die «Gorges du Trient» ist ein Schweizer Landschaftsschutzgebiet, das im Bundesinventar der Landschaften und Naturdenkmäler von nationaler Bedeutung (BLN) aufgeführt ist. Die im Inventarwerk beschriebene geschützte Landschaft erstreckt sich über eine Fläche von 654 Hektaren.

## Geologie
Die Schlucht Gorges du Trient durchschneidet die Gneiszone des Mont-Blanc-Massivs, welche sich bis in das Rhônetal hinabzieht.

## Brücken
33 Brücken und Stege überqueren den Fluss: 15 Fussgänger-, 10 Strassen-, vier Feldweg-, zwei Rohrleitungs- und zwei Eisenbahnbrücken.